# Castell de Ne
El Castell Ne (根 城, Ne jō) és un castell japonès del tipus mota i pati del període Muromachi situat a l'actual ciutat de Hachinohe, a la prefectura d'Aomori, a la regió de Tōhoku, a l'extrem nord del Japó. Ha estat protegit pel govern central com a lloc històric nacional des del 1941. Va ser àmpliament reconstruït el 1994.

## Història
El castell Ne va ser construït el 1334, durant el primer període Nanboku-chō, per Nanbu Moroyuki, un retenedor de Kitabatake Akiie, el kokushi de la província de Mutsu i estava destinat a ser un centre per a l'administració del govern imperial a la zona. Nanbu Motoyuki estava sota la lleialtat a la cord del Sud; no obstant això, al mateix temps, una altra branca de la mateixa família Nanbu va governar les àrees properes de Sannohe i Morioka sota la lleialtat de la cort nord del rival. [2] Les dues branques del clan van fer la pau entre elles el 1393.
El 1590, al final del període Sengoku, Nanbu Nobunao dels Sannohe-Nanbu va donar suport a Toyotomi Hideyoshi al setge d'Odawara i se li va atorgar el domini formal dels set districtes del nord de la província de Mutsu, que ja estaven sota el control del clan Nanbu. Les fortificacions del castell Ne van ser destruïdes el 1592 per ordre de Toyotomi Hideyoshi, i la seu del clan es va traslladar al castell Sannohe, tot i que algunes funcions administratives locals van romandre al lloc.

## Actualment
El castell va ser reconstruït en gran part el 1994, amb un cert èmfasi a la ciutadella interior. Al lloc actual hi ha dues portes, una per al senyor i els hostes, i l'altra una de més senzilla per als servents i els treballadors. Hi ha moltes parts reconstruïdes del castell. Tècnicament, el Castell Ne es va construir abans de l'era principal del desenvolupament del castell japonès, de manera que, si bé encara hi ha portes, badies i torres de vigilància yagura, no hi ha cap torre principal. Hi ha poca pedra, i les parets són només palissades de fusta a l'exterior i simples parets de fusta de llistons al recinte central.

## Galeria

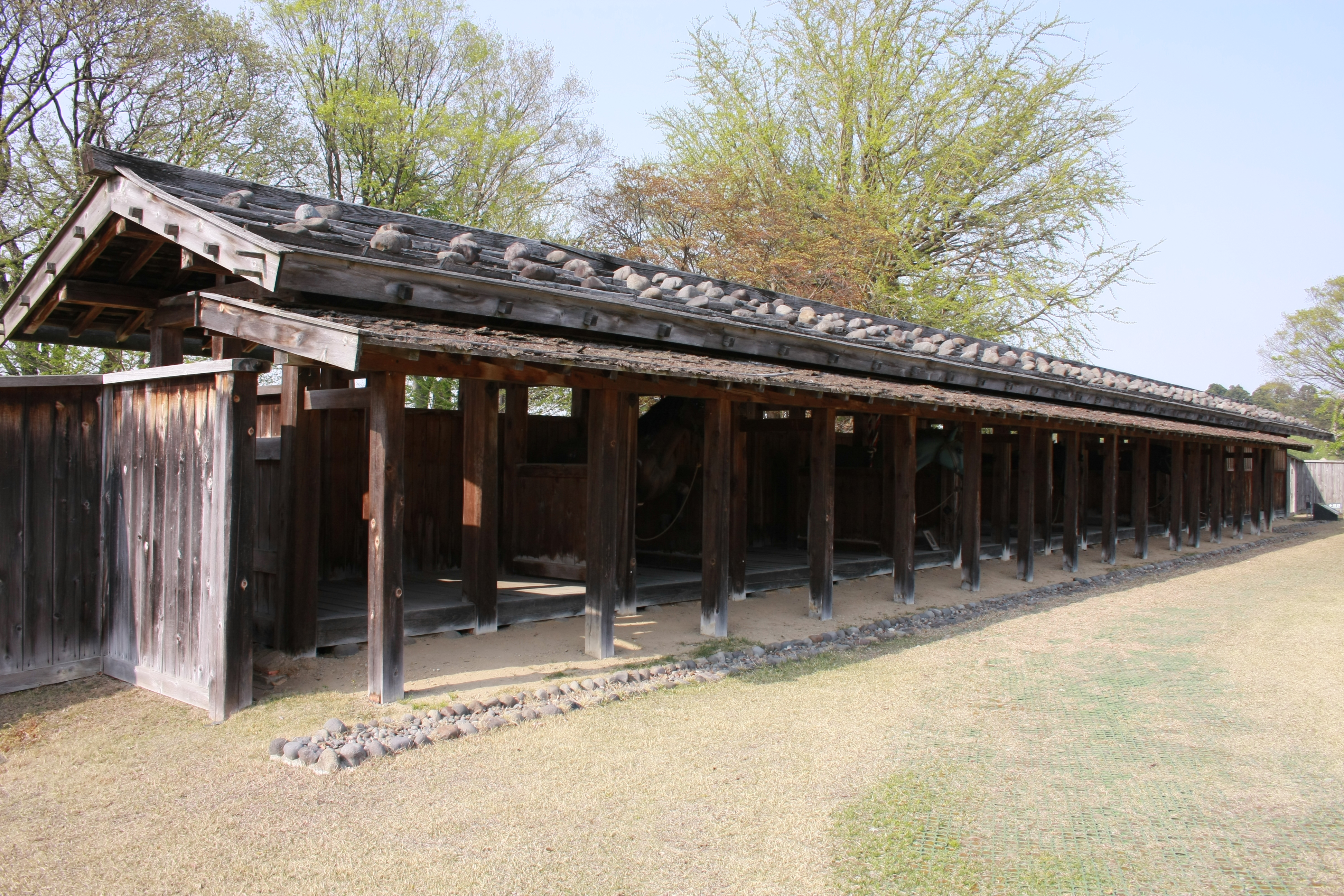
Estables reconstruïts
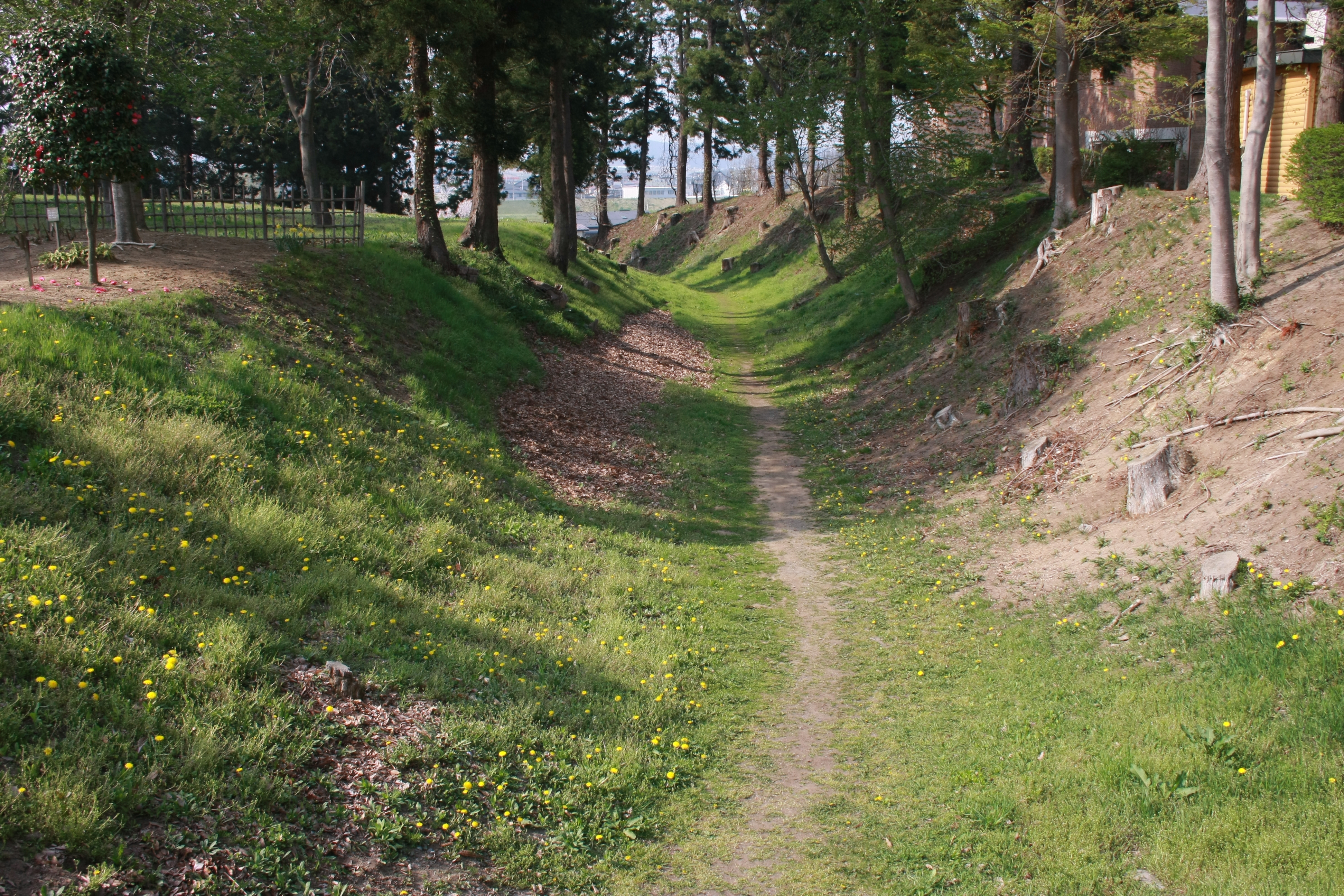
Fossat sec